# Ora Qabli - Edwan
Ora Qabli - Edwan (tiếng Ả Rập: عرى القبلي عدوان) là một ngôi làng Syria nằm ở Muhambal Nahiyah ở huyện Ariha, Idlib. Theo Cục Thống kê Trung ương Syria (CBS), Ora Qabli - Edwan có dân số 1976 trong cuộc điều tra dân số năm 2004.